# Gare de Grütschalp
La gare de Grütschalp est une station de transbordement de la compagnie de chemin de fer de montagne Lauterbrunnen-Mürren (ou  Bergbahn Lauterbrunnen-Mürren, abrégé en BLM) ; cette gare est située à 1,5 km à l’ouest-sud-ouest de Lauterbrunnen, à une altitude de 1 486 m. 
Elle sert au transfert des passagers et marchandises — autrefois depuis l'ancien funiculaire — à partir de décembre 2006, depuis le nouveau téléphérique vers le chemin de fer à voie étroite (BLM) qui relie la station de Grütschalp au village de Mürren.
Une curiosité du la gare de Grütschalp est sa grue spéciale, pouvant se déplacer sur un plan incliné, et servant au transbordement de marchandises entre la station du téléphérique et le wagonnet du train des BLM.

## Histoire
En 2006, la gare a été reconstruite pour pouvoir accueillir le nouveau téléphérique.